# Driving Mexico Tour
Driving Mexico Tour bylo mexické turné Paula McCartneyho, které probíhalo na podzim roku 2002.

## Kapela
- Paul McCartney - zpěv, baskytara, kytara, klavír, ukulele
- Rusty Anderson - kytara, doprovodný zpěv
- Brian Ray - kytara, baskytara, doprovodný zpěv
- Paul "Wix" Wickens - klávesy, akordeon, kytara, doprovodný zpěv
- Abe Laboriel Jr. - bicí, perkuse, doprovodný zpěv

## Termíny
| Datum             | Město            | Země   | Místo konání            |
| ----------------- | ---------------- | ------ | ----------------------- |
| 2. listopadu 2002 | Ciudad de México | Mexiko | Palacio de los Deportes |
| 3. listopadu 2002 | Ciudad de México | Mexiko | Palacio de los Deportes |
| 5. listopadu 2002 | Ciudad de México | Mexiko | Palacio de los Deportes |

## Repertoár
1. Hello, Goodbye
2. Jet
3. All My Loving
4. Getting Better
5. Coming Up
6. Let Me Roll It
7. Lonely Road
8. Driving Rain
9. Your Loving Flame
10. Blackbird
11. Every Night
12. We Can Work It Out
13. You Never Give Me Your Money/Carry That Weight
14. The Fool on the Hill
15. Here Today
16. Something
17. Eleanor Rigby
18. Here, There and Everywhere
19. Michelle
20. Band On The Run
21. Back in the U.S.S.R.
22. Maybe I'm Amazed
23. Let Em In
24. My Love
25. She's Leaving Home
26. Can't Buy Me Love
27. Live And Let Die
28. Let It Be
29. Hey Jude
30. The Long and Winding Road
31. Lady Madonna
32. I Saw Her Standing There
33. Yesterday
34. Sgt. Pepper's Lonely Hearts Club Band/The End